# Дурман звичайний

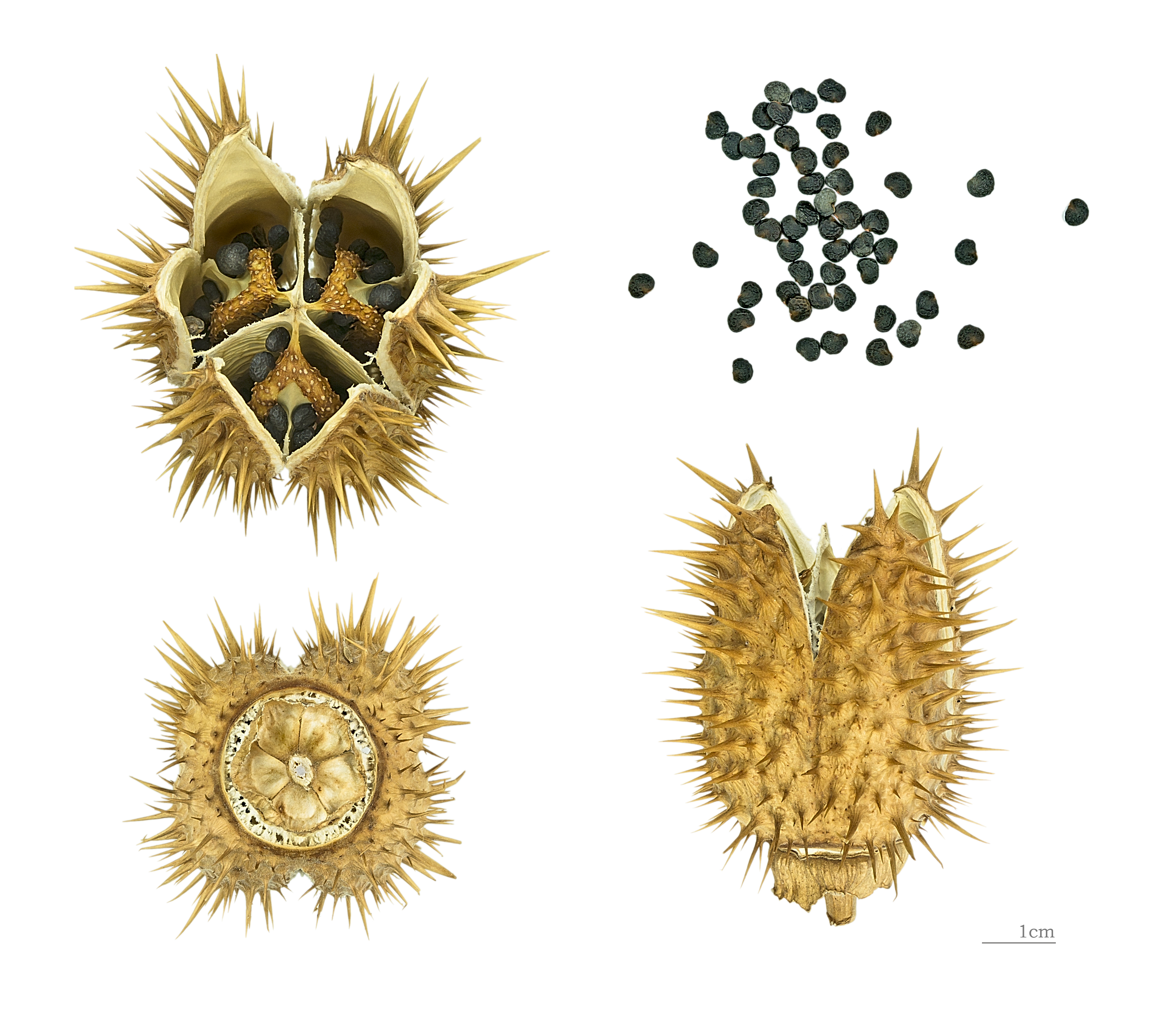
Плід і насіння Datura stramonium

Дурма́н звича́йний (Datura stramonium L.) — однорічна трав'яниста рослинна родини пасльонових (Solanaceae) з гіллястим порожнистим стеблом.
Інші назви: дурок-зілля, дуроп'ян, колючки, корольки, бодяк, одур-трава, дивдир, дурзілля, біс-дерево, скажене зілля, отрута, немиця, дендира, дурнишник, чудофай. Назва роду «датура», ймовірно, походить від арабського «таторах» («тат» — колоти) через колючі плоди, вкриті твердими шипами. В арабську, скоріше за все, назва прийшла з гінді धतूरा dhatūra, в кінцевому підсумку з санскриту धत्तूर 'dhattūra' «біле яблуко з шипами»'. Stramonium' спочатку з грецького 'στρύχνος' «паслін» 'і μανιακό' «божевільний».

## Опис
Листки яскраво-зелені з блідою нижньою поверхнею. Квіти великі, з лійкоподібними білими віночками. Плід — коробочка, покрита численними колючками. Вся рослина отруйна. Явища отруєння: сильний біль голови, сухість у роті, нервове збудження, психічні розлади. Дурман є однією з найотруйніших рослин.

## Історія застосувань
Деякі представники цього роду відомі з давніх часів в Індії, де була навіть професія «отруйників датурою».
До Німеччини дурман потрапив, за деякими свідченнями, вперше наприкінці XVI століття. Віденський придворний лікар А. фон Шторк (1731—1808) ввів його в медичну практику. У ті часи з дурману варили питво, робили притирання і «чарівне зілля». Наприкінці 18 століття англійський лікар Джеймс Андерсон, який працював у Іст-Індській Компанії, перейняв і поширив у Європі тодішні лікувальні практики застосування дурману. Пізніше народна медицина вживала наркотики з дурману проти астми і коклюшу.

## Ботанічна характеристика
Однорічна трав'яниста рослина з соковитим, дудчастим, голим, порожнистим стеблом заввишки до 1 м. Має неприємний запах. Корінь стрижневий. Листя короткочерешкове, велике, чергове, яйцеподібне, виїмчасто-зубчасте, майже лопатеве. Квітки теж великі, білі, з лійкоподібним віночком, розташовані поодинці в пазухах листя; чашка трубчаста, п'ятигранна, п'ятизубчаста. Плід — багатонасінна коробочка яйцеподібної форми, вкрита жорсткими колючками, розкривається чотирма стулками. Насіння велике, сплюснуте, матово-чорне. Цвіте в липні-вересні, плодоносить з липня.

## Поширення
Переважно середня і південна смуга європейської частини країни. Середня Азія, Крим, Кавказ, Алтай. Введений в культуру в Україні. Там же культивується і дурман індіанський — Datura innoxia Mill. Поширений на пустирях, городах, вздовж доріг, поблизу житла, на полях. Інколи зустрічаються промислові чагарники.

## Хімічний склад
Алкалоїди — гіосциамін і скополамін. Корисний вміст не менше 0,25 %, а в плодах і насінні в дурману індіанського їх міститься 0,2-0,5 %. При вмісті алкалоїдів в листі дурману звичайного більше 0,25 % листя відпускають для приготування препаратів відповідно в меншій кількості<.

## Заготівля
Заготівля. Збирають з обережністю розвинене листя у фазі цвітіння рослини до самої осені, але в суху погоду. Осінню висмикують всю рослину, обривають листя, стебла спалюють, попіл використовують на добриво. Перед спалюванням стебел струшують насіння з коробочок.
Сушіння можливе на горищах під залізним дахом, з хорошою вентиляцією, при частому перемішуванні. Сировину розстилають шаром 2—3 см. Кращої якості сировина виходить в сушарках при температурі 40-45°C. Сушіння закінчують, коли середня жилка стає ламкою. Вихід сухої сировини 12-14%.
Зберігання. Листя гігроскопічне, швидко вбирає вологу, тому зберігати його слід в добре упакованій тарі, в сухому, добре провітрюваному приміщенні. Термін придатності 2 роки. Листя і «Астматин» зберігають за списком отруйних речовин.

## Використання
Лікарські засоби: Сигарети «Астматин», олійна настоянка дурману.
Використовуються листя, що збирається під час цвітіння. Щоб уникнути отруєння, після збирання слід ретельно мити руки з милом і руками не торкатися очей.
Препарати дурману застосовуються, подібно до беладонни, як протиспазматичний, болезаспокійливий засіб і для зменшення секреції при захворюваннях дихальних, жовчних шляхів і шлунково-кишкового тракту.
При бронхіальній астмі, астматичному бронхіті і ларингоспазмах застосовують протиастматичний збір (астматол) — спалюють на блюдці пів чайної ложки порошку астматолу, накривши його паперовим конусом зі зрізаним кінцем, через який вдихають дим 2—3 рази на день.
Дурман використовується також в народній медицині при нервових і психічних хворобах, невралгіях і задишці.
На Кавказі користуються відваром з насіння у воді для полоскання при болі зубів, відваром у соняшниковій олії — зовнішньо при екземі, настоянкою на горілці — у вигляді розтирання при захворюваннях суглобів.

### Побічні дії
Всі частини дурману, через високий вмісту алкалоїдів, отруйні. Отруєння проявляється першінням у горлі, моторним збудженням, галюцинаціями, появою паралічів. При отруєнні потрібна негайна допомога, промивання шлунку.